# Wendy Palmer-Daniel
Pour les articles homonymes, voir Palmer.
Wendy Palmer-Daniel (née le 12 août 1974 à Durham, Caroline du Nord), également connue sous le nom de Wendy Palmer, est une joueuse américaine professionnelle de basket-ball de la Women's National Basketball Association, le plus récemment avec le Storm de Seattle. Elle mesure 1,88 m. Elle joue au poste d'ailier.
Palmer est sortie diplômée de l'Université de Virginie en 1996.

## Carrière WNBA
Palmer est sélectionnée par les Starzz de l'Utah au 9e rang du 2e tour de la draft WNBA. Elle joue pour les Starzz jusqu'en 1999, quand elle devient alors membre du Shock de Détroit. 
En 2002, elle joue pour le Miracle d'Orlando, qui devinrent plus tard le Sun du Connecticut. En 2004, alors qu'elle était membre du Sun, elle obtient le trophée de WNBA Most Improved Player Award, joueuse ayant le plus progressé.
En 2005, elle joue pour les Silver Stars de San Antonio. À l'issue de la saison, elle est engagée comme entraîneur adjointe de l'équipe féminine de l'université de Virginie.
En 2006, elle signe un contrat en tant qu'agent libre avec le Storm, mais joue seulement cinq rencontres avec l'équipe à cause d'une blessure au tendon d'Achille gauche.

## Distinctions individuelles
- Joueuse ayant le plus progressé (ex æquo) de la saison WNBA 2004[3]
- Second meilleur cinq de la WNBA (1997)